# Анакапа
Анакапа (англ. Anacapa) — небольшой вытянутый вулканический остров, расположенный примерно в 23 км от западного побережья Калифорнии. Остров относится к группе островов Чаннел и является частью национального парка Чаннел-Айлендс. Анакапа — единственный остров, чьё название не испанского происхождения. Он состоит из 3-х частей (восточная, центральная и западная Анакапа) и имеет площадь 2,95 км². В восточной части острова расположена станция для посетителей национального парка, управляемая согласно Переписи населения 2000 года тремя рейнджерами. Кроме того, здесь находится маяк «Anacapa Lighthouse».
В 1853 году у острова Анакапа затонул колёсный пароход SS Winfield Scott, ныне объект Национального реестра исторических мест США.

## Галерея
- Изображения
- Западная и центральная Анакапа. Вид с востока
- Маяк на Анакапе
- Арка Анакапы
- Восточная Анакапа с маяком и станцией рейнджеров